# نيسكوغو (نيويورك)
نيسكوغو (بالإنجليزية: Nissequogue, New York)‏ هي بلدة تقع في الولايات المتحدة في مقاطعة سوفولك، نيويورك. يقدر عدد سكانها بـ 1,749 نسمة ومساحتها 10.3 كم2 وترتفع عن سطح البحر 26 متر.